# Optya pallida
Optya pallida är en insektsart som beskrevs av Irena Dworakowska 1977. Optya pallida ingår i släktet Optya och familjen dvärgstritar.
Artens utbredningsområde är Liberia. Inga underarter finns listade i Catalogue of Life.